# Wiesmann GT
De Wiesmann GT is een sportauto van de Duitse fabrikant Wiesmann. De auto was als conceptmodel te zien op de IAA van 2003 te zien en is in 2005 in productie genomen.
De auto heeft een klassiek uiterlijk maar beschikt over moderne technieken. De aandrijving komt van een BMW V8-motor. De auto zelf is afgeleid van de Wiesmann GT raceauto die onder andere heeft gereden tijdens de 24-uursrace op de Nürburgring. Er wordt door Wiesmann onderhandeld met BMW over het plaatsen van de V10 uit de BMW M5 in de GT. Deze zou in 2008 op de markt moeten komen. Vanwege het succes van de auto heeft Wiesmann inmiddels een extra fabriekshal gebouwd, dit brengt de totale capaciteit op 300 auto's per jaar.